# Nueva ola australiana

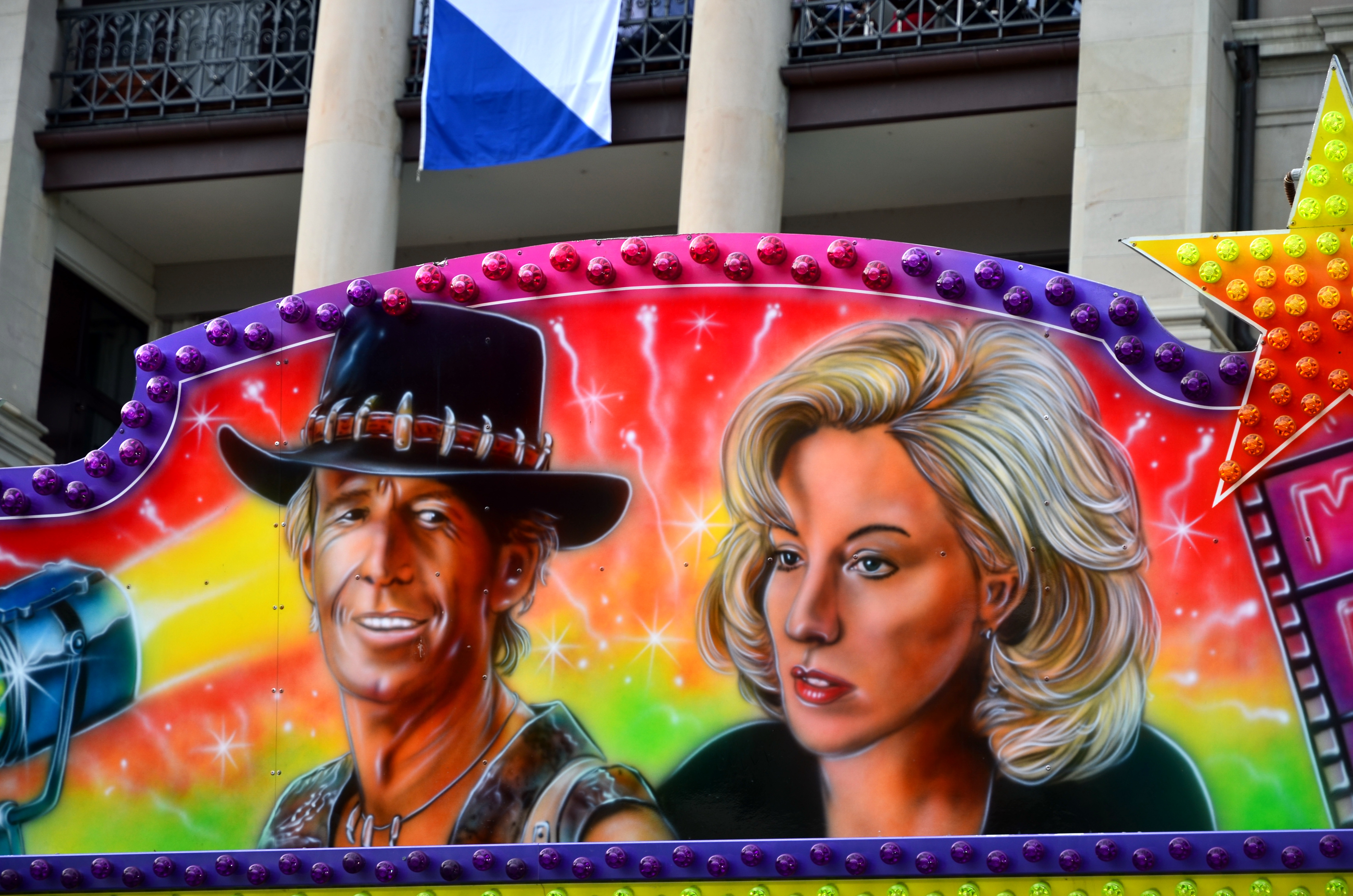
Dibujos de Michael Dundee (interpretado por Paul Hogan) y Sue Charlton (interpretada por Linda Kozlowski), protagonistas de Cocodrilo Dundee, considerada una de las películas más representativas de la Nueva ola australiana.

La nueva ola australiana (también conocida como renacimiento del cine australiano, nuevo cine australiano o, por antonomasia, la Nueva Ola) fue una época de resurgimiento de la popularidad mundial del cine australiano, especialmente en Estados Unidos. Comenzó a principios de los años 1970 y siguió hasta la segunda mitad de los años 1980. Esta época también marcó la aparición de la ozploitation, un género cinematográfico caracterizado por la explotación de la cultura coloquial australiana.

## Historia
La industria cinematográfica australiana decayó tras la Segunda Guerra Mundial, llegando prácticamente a su fin a principios de los años sesenta. Los gobiernos de Gorton (1968-71) y Whitlam (1972-75) intervinieron y rescataron a la industria de su previsible olvido. El Gobierno federal y varios gobiernos estatales crearon organismos para ayudar a financiar la producción cinematográfica y la formación de cineastas a través de la Escuela Australiana de Cine, Televisión y Radio, que fomentó una nueva generación de cineastas australianos capaces de llevar sus visiones a la pantalla. La década de 1970 fue testigo de un enorme renacimiento de la industria cinematográfica australiana, que entre 1970 y 1985 produjo casi 400 películas, más de las que se habían rodado en toda su historia.
A diferencia de las películas anteriores a la Nueva Ola, estas películas se consideran a menudo frescas y creativas, y poseen «vitalidad, amor por los espacios abiertos y propensión a la violencia repentina y la sexualidad lánguida». El «estilo narrativo directo» de muchas películas australianas de la Nueva Ola recordaba al público estadounidense «el periodo inconformista de Hollywood de finales de los sesenta y principios de los setenta [nuevo Hollywood] que estaba a punto de agotarse».

## Películas

### Década de 1970
- Stork (1971)[4]
- Walkabout (1971)[5][6]
- Wake in Fright (1971)[7]
- The Adventures of Barry McKenzie (1972)[8]
- Alvin Purple (1973)[9]
- The Cars That Ate Paris (1974)[5][6]
- Stone (1974)[8]
- The Man from Hong Kong (1975)[8]
- Picnic at Hanging Rock (1975)[7][6]
- Sunday Too Far Away (1975)[7][6]
- Mad Dog Morgan (1976)[8]
- Caddie (1976)[9]
- The Devil's Playground (1976)[7][6]
- Don's Party (1976)[10][6]
- Fantasm (1976)[8]
- Deathcheaters (1976)[4]
- Storm Boy (1976)[6]
- Fantasm Comes Again (1977)[9]
- The Last Wave (1977)[5][6]
- Summerfield (1977)[4]
- The Getting of Wisdom (1977)[9][6]
- Patrick (1978)[8]
- The Chant of Jimmie Blacksmith (1978)[8][6]
- Long Weekend (1978)[5][6]
- Money Movers (1978)[9][6]
- Newsfront (1978)[9][6]
- Mad Max (1979)[7]
- My Brilliant Career (1979)[5][6]
- Snapshot (1979)[11]
- The Odd Angry Shot (1979)[9]
- Thirst (1979)[8]
- The Plumber (1979)[6]

### Década de 1980
- Breaker Morant (1980)[5][6]
- The Club (1980)[8]
- The Chain Reaction (1980)[9]
- Manganinnie (1980)[4]
- Harlequin (1980)[9]
- Gallipoli (1981)[12][6]
- Mad Max 2 (1981)[12]
- Puberty Blues (1981)[9][6]
- Roadgames (1981)[5]
- Attack Force Z (1982)[8]
- The Man from Snowy River (1982)[12]
- Next of Kin (1982)[9]
- Starstruck (1982)[6]
- The Year of Living Dangerously (1982)[12][6]
- BMX Bandits (1983)[8]
- Razorback (1984)[5]
- Bliss (1985)[13]
- Mad Max Beyond Thunderdome (1985)[5]
- Cocodrilo Dundee (1986)[5]
- Malcolm (1986)[8][14]
- Dead-End Drive In (1986)[5]
- The Year My Voice Broke (1987)[12]
- The Lighthorsemen (1987)[9]
- Crocodile Dundee II (1988)[5]
- Young Einstein (1988)[14]
- Dead Calm (1989)[5]

## Figuras notables

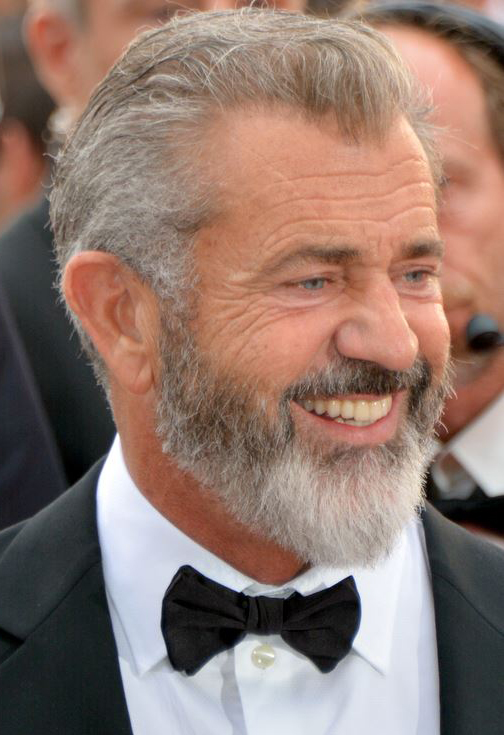
Mel Gibson
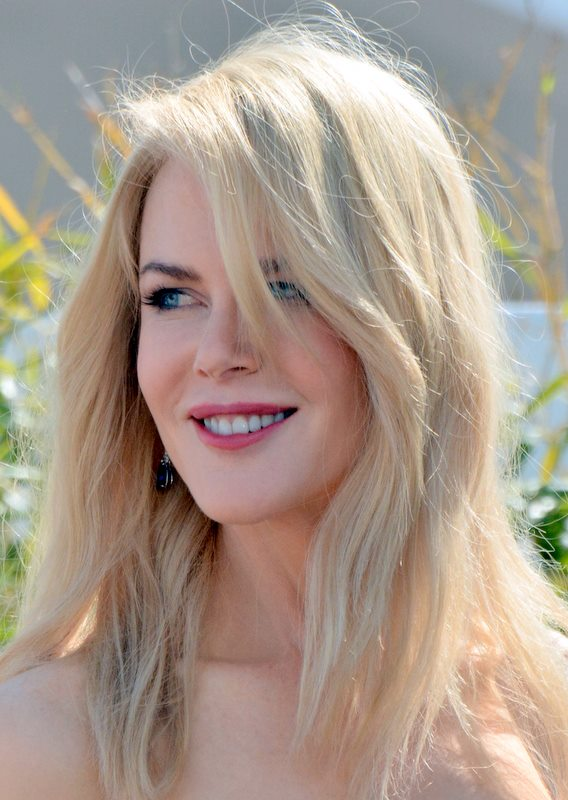
Nicole Kidman
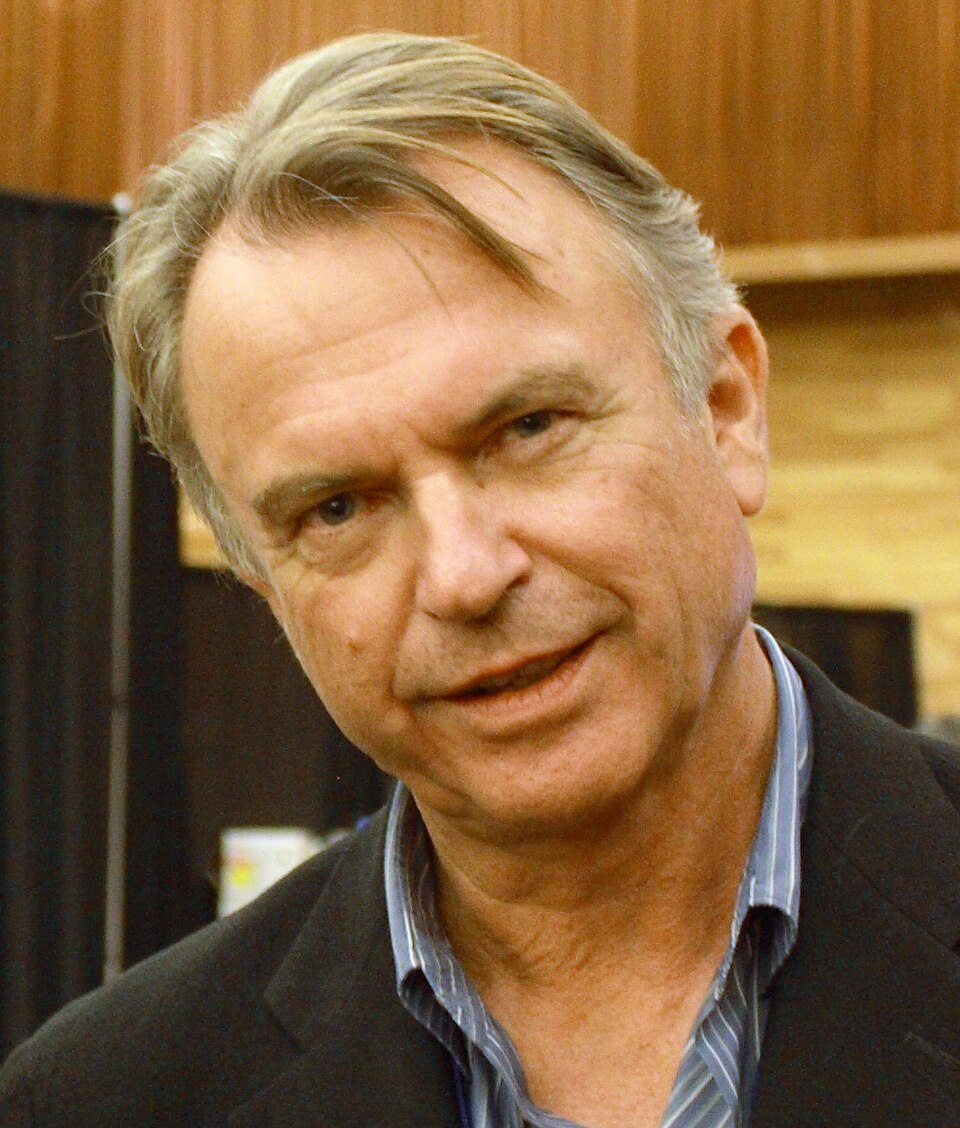
Sam Neill
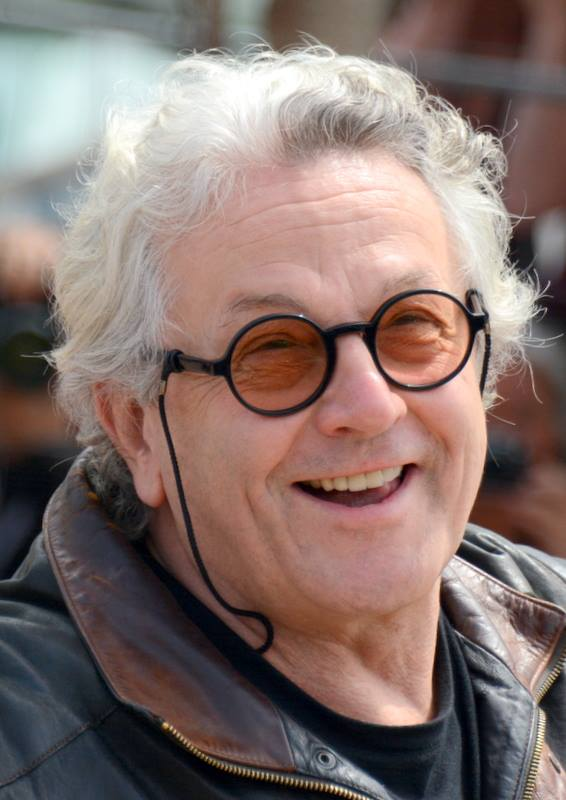
George Miller
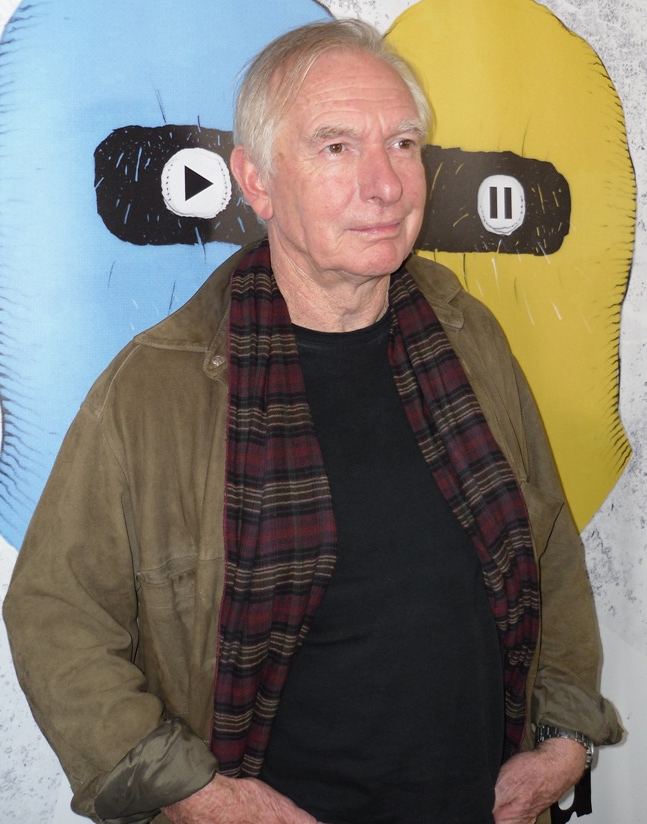
Peter Weir

|  | - Gillian Armstrong - Henri Safran - Bruce Beresford - Tim Burstall - John Duigan - Richard Franklin - Ken Hannam - George Miller - Russell Mulcahy - Phillip Noyce - Fred Schepisi - Brian Trenchard-Smith - Peter Weir - Simon Wincer | - Elizabeth Alexander - David Argue - Ray Barrett - Pat Bishop - Steve Bisley - Graeme Blundell - Bryan Brown - Tom Burlinson - Terry Camilleri - Chantal Contouri - Barry Crocker - Max Cullen - Judy Davis - Mercia Deane-Johns - Jeanie Drynan - Carmen Duncan - Mel Gibson - David Gulpilil - John Hargreaves | - Paul Hogan - Harold Hopkins - Wendy Hughes - Barry Humphries - Bill Hunter - John Jarratt - Hugh Keays-Byrne - Bill Kerr - Nicole Kidman - John Meillon - Sam Neill - Angela Punch McGregor - Bruce Spence - Nick Tate - Noah Taylor - Jack Thompson - Sigrid Thornton - Roger Ward - Jacki Weaver - Vernon Wells | - Russell Boyd (cinematógrafo) - John Seale (cinematógrafo) - Dean Semler (cinematógrafo) - Donald McAlpine (cinematógrafo) - Brian May (compositor) - Bruce Smeaton (compositor) |

## Legado
Varias películas de la nueva ola australiana se consideran clásicos del cine mundial y se han clasificado entre las películas consideradas las mejores. Publicada en 2004, The New York Times Guide to the Best 1,000 Movies Ever Made incluye Walkabout, Mad Max, Breaker Morant, Gallipoli, Mad Max 2, The Year of Living Dangerously y Dead Calm. En 2008, la revista Empire eligió Mad Max 2 y The Year of Living Dangerously como dos de las 500 mejores películas de todos los tiempos, con los números 280 y 161 respectivamente. El libro de 2011 1001 Movies You Must See Before You Die incluye Walkabout, Picnic at Hanging Rock, The Last Wave, The Chant of Jimmie Blacksmith, My Brilliant Career, Mad Max y Gallipoli (ganadora de múltiples premios AACTA). Desde su reestreno en 2009, Wake in Fright ha sido valorada como una de las mejores películas de la nueva ola australiana, si no la mejor.
El término «ciclo del resplandor» hace referencia a un subgénero de excéntricas comedias australianas que alcanzaron la fama a principios de la década de 1990 y que supusieron un renacimiento del cine australiano posterior a la Nueva Ola. Estas películas destacan por su celebración de la cultura popular australiana, su estética camp, su colorido maquillaje y vestuario y sus actuaciones musicales. Entre las películas de relumbrón destacan Strictly Ballroom (1992), Muriel's Wedding (1994), The Adventures of Priscilla, Queen of the Desert (1994) y Love Serenade (1996). Otras películas destacadas del renacimiento post-Nueva Ola de la década de 1990 son The Big Steal (1990), Proof (1991), Romper Stomper (1992), Babe (1995), Shine (1996), Kiss or Kill (1997) y The Castle (1997).
En 2008, el director Mark Hartley estrenó Not Quite Hollywood: The Wild, Untold Story of Ozploitation!, un documental que celebra las andanzas de la nueva ola australiana de cine de bajo presupuesto de las décadas de 1970 y 1980 e incluye a George Miller, Quentin Tarantino y Barry Humphries.
El teórico de los medios de comunicación Theodore Scheckles sostiene que el periodo posterior a 1970 del cine australiano intentó «revisar el héroe australiano tradicional y problematizar esa revisión», afirmando que las mejores películas de esta época se verán «como películas, no como piezas de Australiana». Del mismo modo, Michael Walsh sostiene que este periodo no representa una etapa «excesivamente nacionalista» del cine australiano, sino una adaptación de los tropos culturales, la cultura y la historia de Australia a un mercado de masas estadounidense.